# Deux poèmes chinois opus 35
Deux poèmes chinois opus 35 bestaat uit een tweetal liederen gecomponeerd door Albert Roussel. Het was zijn tweede werk onder deze titel. Net als die eerste set zijn dit twee traditionele Chinese liederen, die door sinoloog Hertbert Giles naar het Engels zijn vertaald en vervolgens door Henri-Pierre Roché naar het Frans.
De twee liederen leidden een apart bestaan, want kenden een verschillende datum van eerste uitvoering:
1. Des fleurs font une broderie, eerste uitvoering 5 juli 1928 is opgedragen aan Pierre Bernac, Frans zanger,
2. Réponse d’une épouse sage, eerste uitvoering 23 mei 1927 is opgedragen aan Madame Marcelle Gérar, Frans zangeres.

Het tweede lied werd in 1928 door Roussel van een orkestpartij voorzien.
De andere werken onder deze titel zijn:
- Deux poèmes chinois opus 12
- Deux poèmes chinois opus 47